# Herman Gorter

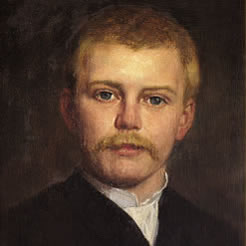
Herman Gorter

Herman Gorter, född 26 november 1864, död 15 september 1927, var en holländsk socialist (senare rådskommunist), poet och filosof.
Gorters mest kända verk är "Mei " från 1889. Det är ett lyriskt verk av episk längd om flickan Maj "av tolva systrar en", som kommer i en båt flytande in från havet. Hon ser sin döda syster April, men därefter börjar en mycket ljus färd genom den holländska våren. Diktens andra sång handlar om hur Maj letar efter musik som hon hört. Det är guden Balder, som hon hittar, men tappar bort igen. Hon letar honom till i Wotans palats. När hon hittat honom, visar lyckan sig tidsbegränsad. Även den rödaste vallmon skrynklar, flickan Maj dör, och diktaren begravar henne vid havets strand.

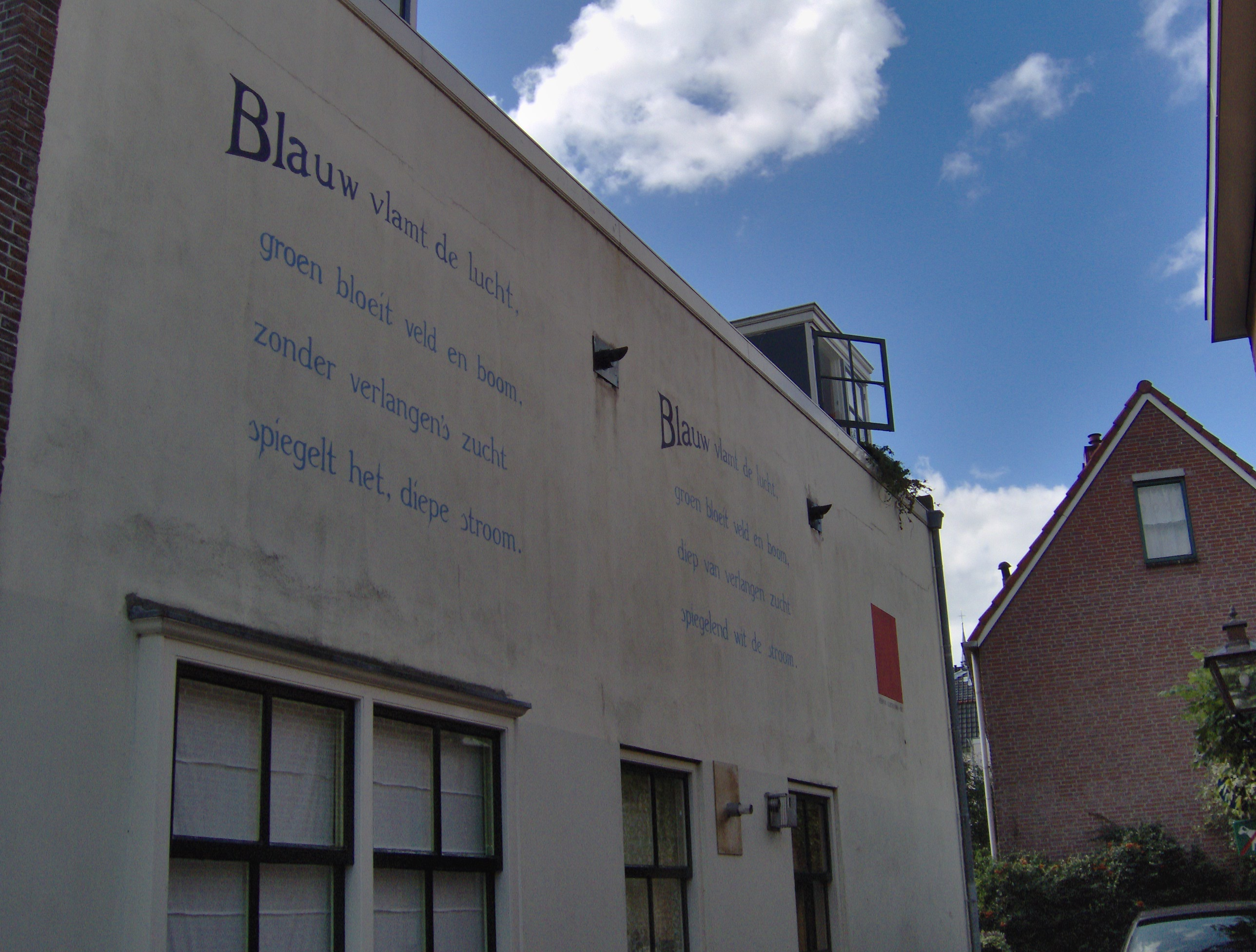
Herman Gorters dikt Blauw (vlamt de lucht) (Blå (himlen flammar) som väggdikt på Uiterstegracht 62 i Leiden.